# ルートヴィヒ7世 (バイエルン公)
ルートヴィヒ7世（Ludwig VII., 1365年12月20日 - 1447年9月26日）は、14世紀の上バイエルン＝インゴルシュタット公。シュテファン3世とタデア・ヴィスコンティの子。

## 生涯
公位継承前の1408年、同族のリエージュ司教ヨハンとリエージュ市民が対立、ルートヴィヒ7世はヨハンの兄・下バイエルン＝シュトラウビング公ヴィルヘルム2世、ブルゴーニュ公ジャン無怖公と共に反乱を鎮圧した。また、妹イザベラがフランス王シャルル6世に嫁いだ関係でフランスに滞在したこともある。
1413年、父の死によって相続した。1425年、下バイエルン＝シュトラウビング公ヨハン3世（兄の死後、リエージュ司教を辞任した）の死後の遺領を巡って従兄弟のハインリヒ16世、エルンストと対立、1429年に分割相続することで合意した。
しかし、1443年にハインリヒ16世と同盟を結んだ息子のルートヴィヒ8世の裏切りに遭い、投獄ののち廃位された。ルートヴィヒ7世は1447年に死ぬまで幽閉され、ルートヴィヒ8世も父に先立って死去、インゴルシュタット系は断絶、遺領はハインリヒ16世に奪われた。

## 家族
1402年にラ・マルシュ伯ジャン1世（ブルボン公ルイ1世の孫）の娘アンヌと結婚した。
- ルートヴィヒ8世（1403年 - 1445年） - バイエルン公
- ヨハン（1404年生） - 夭折

1413年にアランソン伯ピエール2世の娘カトリーヌ（1462年没）と再婚、2人の子を儲けたが夭折した。
- ヨハン（1415年2月6日生） - 夭折
- 娘 - 夭折

また、数人の愛妾との間に庶子をもうけている。